# Rob Roy (film)
Rob Roy är en amerikansk historisk dramafilm från 1995 i regi av Michael Caton-Jones. Liam Neeson spelar titelrollen som Rob Roy MacGregor, en skotsk klanchef under 1700-talet, som kämpar mot en skrupelfri adelsman i de skotska högländerna. I övriga huvudroller ses Jessica Lange, John Hurt, Tim Roth, Eric Stoltz, Brian Cox och Jason Flemyng

## Rollista i urval
- Liam Neeson - Rob Roy MacGregor
- Jessica Lange - Mary MacGregor
- John Hurt - James Graham, 4:e markisen av Montrose
- Tim Roth - Archibald Cunningham
- Eric Stoltz - Alan McDonald
- Andrew Keir - John Campbell, 2:e hertig av Argyll
- Brian Cox - Killearn
- Brian McCardie - Alasdair MacGregor
- Gilbert Martin - Guthrie, hertigen av Argylls fäktare
- Jason Flemyng - Gregor
- Ewan Stewart - Coll
- David Hayman - Tam Sibbalt
- Shirley Henderson - Morag